# Koldo Gil Pérez
Koldo Gil Pérez (Burlada, 16 de gener de 1978) va ser un ciclista espanyol que fou professional entre el 2001 i el 2008.
Bon escalador, la seva carrera es va veure afectada per diverses lesions i l'Operació Port, en la qual el seu nom apareixia en un llistat d'entrenaments. En retirar-se passà a treballar en un negoci familiar i poc en una agència de viatges dedicada a organitzar sortides per a cicloturistes.
En el seu palmarès destaca una victòria d'etapa al Giro d'Itàlia de 2005, així com diverses curses d'una setmana espanyoles com la Volta a Castella i Lleó (2004), Volta a Múrcia (2005), Euskal Bizikleta (2006) i Volta a Astúries (2007).

## Palmarès
- 1997
  - 1r a la Volta a Segòvia
- 1999
  - 1r a la Volta a Palència i vencedor d'una etapa
- 2000
  - 1r a la Volta a Bidasoa
  - Vencedor d'una etapa de la Volta a Navarra
- 2002
  - 1r a la Volta a La Rioja
- 2004
  - 1r a la Volta a Castella i Lleó
- 2005
  - 1r a la Volta a Múrcia
  - Vencedor d'una etapa del Giro d'Itàlia
- 2006
  - 1r a l'Euskal Bizikleta i vencedor de 2 etapes
  - Vencedor d'una etapa de la Volta a Suïssa
- 2007
  - 1r a la Volta a Astúries
  - 1r a la Pujada al Naranco
- 2008
  - Vencedor d'una etapa del Trofeu Joaquim Agostinho

### Resultats al Giro d'Itàlia
- 2005. Abandona (16a etapa). Vencedor d'una etapa

### Resultats a la Volta a Espanya
- 2004. 61è de la classificació general